# Skupina 42
Skupina 42 byla česká umělecká skupina, založená v roce 1942. Formovat se začala v podstatě již od přelomu 30. a 40. let pod vlivem programových statí Jindřicha Chalupeckého Svět, v němž žijeme (1940), Kamila Bednáře Slovo k mladým či básnické tvorby Jiřího Ortena a Jarního almanachu básnického na rok 1940. Na rozdíl od dosavadní, převážně frankofonní orientace české poezie (a umění všeobecně), hledá svoje inspirační zdroje v kulturách anglosaských, především v moderní literatuře americké a autorů jako Walt Whitman, Langston Hughes, Edgar Lee Masters nebo Carl Sandburg. Skupina sdružovala básníky a malíře, přičemž v některých osobách (Jiří Kolář) se tyto dva druhy umění volně prostupovaly.
Základním programem skupiny je zaměření na město, městskou krajinu a městský způsob života, speciálně pak především na městskou periférii, na továrny a na život obyčejných pracujících lidí. Tomu odpovídá i způsob ztvárnění uměleckých děl – častá je útržkovitost, polyfonie, syrový záznam skutečnosti, návratné motivy, hledání krásy v zdánlivě obyčejných a neprvoplánově poetických věcech jako automobily, komíny, motocykly a jiné stroje, balóny, hluk a kouř továren, zapadlé kouty na předměstí atp.
Činnost skupiny byla nuceně ukončena v roce 1948, její vliv na českou literaturu a české umění vůbec však přetrval mnohem déle, a dnes jsou tito umělci velice ceněni.

## Teoretická východiska
Tato skupina byla velmi ovlivněna především civilismem, kubismem, futurismem a konstruktivismem, lze zde nalézt i určité prvky surrealismu a existencialismu. Vychází ze zjištění, že právě město, nikoli opěvovaný a heroizovaný venkov, je světem, v němž v moderní době lidé převážně žijí. Světem (přesně v intencích filosofické definice Martina Heideggera), který nás utváří, formuje a deformuje. Nebylo to už tedy čisté okouzlení technikou jako v konstruktivismu nebo futurismu, jako spíše přijetí jakéhosi statusu quo. Zároveň se v dílech této skupiny programově uplatňuje jakási metafyzická složka. Je to cosi jako „mytologie městské krajiny“, v níž nefigurují víly, rusalky a vodníci, nýbrž metaři, holiči a tovární dělníci.[zdroj?] Dobře tento rys vystihuje například název Kainarovy básnické sbírky Nové mýty, obsahující mj. známou báseň Stříhali do hola malého chlapečka.
Na vzniku a formování skupiny se pochopitelně výrazně podepsalo stísněné období protektorátu a druhé světové války. Zároveň však výrazně vychází z předválečných uměleckých směrů, na které integrálně navazuje, a proto rozhodně není pouze reakcí na válečné období. Význam skupiny daleko přesahuje do padesátých a šedesátých let. V podstatě se tak jedná o jednu z nejvýznamnějších uměleckých skupin v českém umění dvacátého století.
Hlavním teoretickým podkladem (v podstatě uměleckým programem) této skupiny byla stať J. Chalupeckého, publikovaná v roce 1940, Svět, v němž žijeme, ve které autor na pozadí úvah o roli moderního umělce ve společnosti vyslovil mj. myšlenku nutnosti zrušení hranic mezi uměním a skutečností.

## Členové skupiny

### Malíři
- František Gross
- František Hudeček
- Kamil Lhoták
- Jan Kotík
- Jan Smetana
- Karel Souček
- Bohumír Matal

### Básníci
- Jiří Kolář
- Ivan Blatný
- Josef Kainar
- Jiřina Hauková
- Jan Hanč

### Teoretici
- Jindřich Chalupecký
- Jiří Kotalík

### Fotograf
- Miroslav Hák

### Sochař
- Ladislav Zívr

## Význam Skupiny 42
Autory Skupiny 42 byla ovlivněna pozdější generace autorů, mj. Oldřich Mikulášek, Egon Bondy či Bohumil Hrabal.